# 도의
도의(道義, 영어: Righteousness)란 사람으로서 해야 할 도덕상의 올바른 길. ”정의“나 “정확함”과 동의로 생각되는 일이 있다.
도의는 인도, 중국, 아브라함의 종교와 전통에서 신학적 개념으로 존재한다. 예를 들면, 조로아스터교, 힌두교, 불교, 이슬람교, 기독교, 유교, 도교, 유대교 등의 다양한 관점에서 사람의 행동이 정당하다는 것을 나타내는 속성으로 되어 하나님께 기뻐하시는 삶의 방식 하고 있다고 '판단' 또는 '평가'되는 것을 함의하고 있다.